# Sericossypha
Sericossypha is een monotypisch geslacht van zangvogels uit de familie Thraupidae (tangaren):
- Sericossypha albocristata – Witkaptangare